# Kraavi
Kraavi är en ort i Estland. Den ligger i Antsla kommun och landskapet Võrumaa, i den södra delen av landet, 210 km sydost om huvudstaden Tallinn. Kraavi ligger 90 meter över havet och antalet invånare är 227.
Terrängen runt Kraavi är platt. Runt Kraavi är det glesbefolkat, med 15 invånare per kvadratkilometer. Närmaste större samhälle är Vana-Antsla, 2,3 km nordväst om Kraavi. I omgivningarna runt Kraavi växer i huvudsak blandskog.